# Droga wojewódzka nr 652
Droga wojewódzka nr 652 (DW652) – droga wojewódzka o długości około 39 km, łączącą Kowale Oleckie (DK 65) z DW 662  w Suwałkach.
Droga  położona na terenie  województwa warmińsko-mazurskiego (powiat olecki) oraz na terenie województwa podlaskiego (powiat suwalski).

## Miejscowości leżące przy trasie DW652
Województwo warmińsko-mazurskie
- Kowale Oleckie (DK 65)
- Lakiele
- Drozdowo

Województwo podlaskie
- Mieruniszki
- Filipów
- Motule Stare
- Jemieliste
- Piecki
- Taciewo
- Osowa
- Bród Mały
- Suwałki (DW 655, DW 662)